# Flamisoul

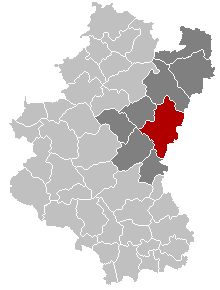
Lage von Bastogne und Flamisoul in der belgischen Provinz Luxemburg

Flamisoul, auch Flamisoulle geschrieben, ist ein belgisches Straßendorf in der Gemeinde Bastogne im Arrondissement Bastogne in der wallonischen Provinz Luxemburg. Das Dorf gehörte bis 1977 zu Longchamps, wurde aber 1977 mitsamt Longchamps der Gemeinde Bertogne angegliedert. Flamisoul ist hauptsächlich durch die seit 1519 belegte Poststation am Niederländischen Postkurs und als Knotenpunkt bekannt, von dem im 16./17. Jahrhundert eine Postroute nach Lothringen und in die Freigrafschaft Burgund abzweigte. 

## Poststation

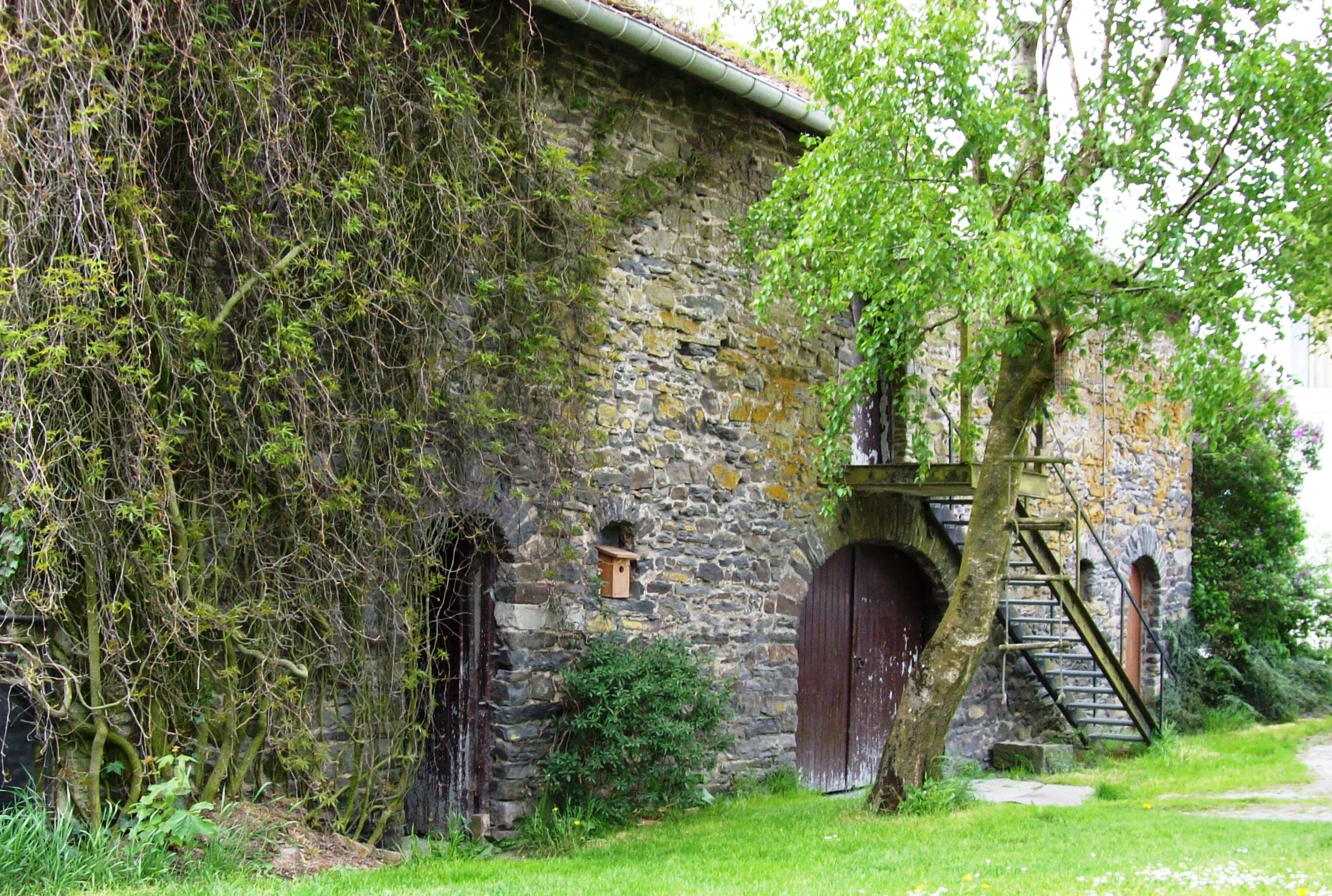
Ältestes Haus von Flamisoul

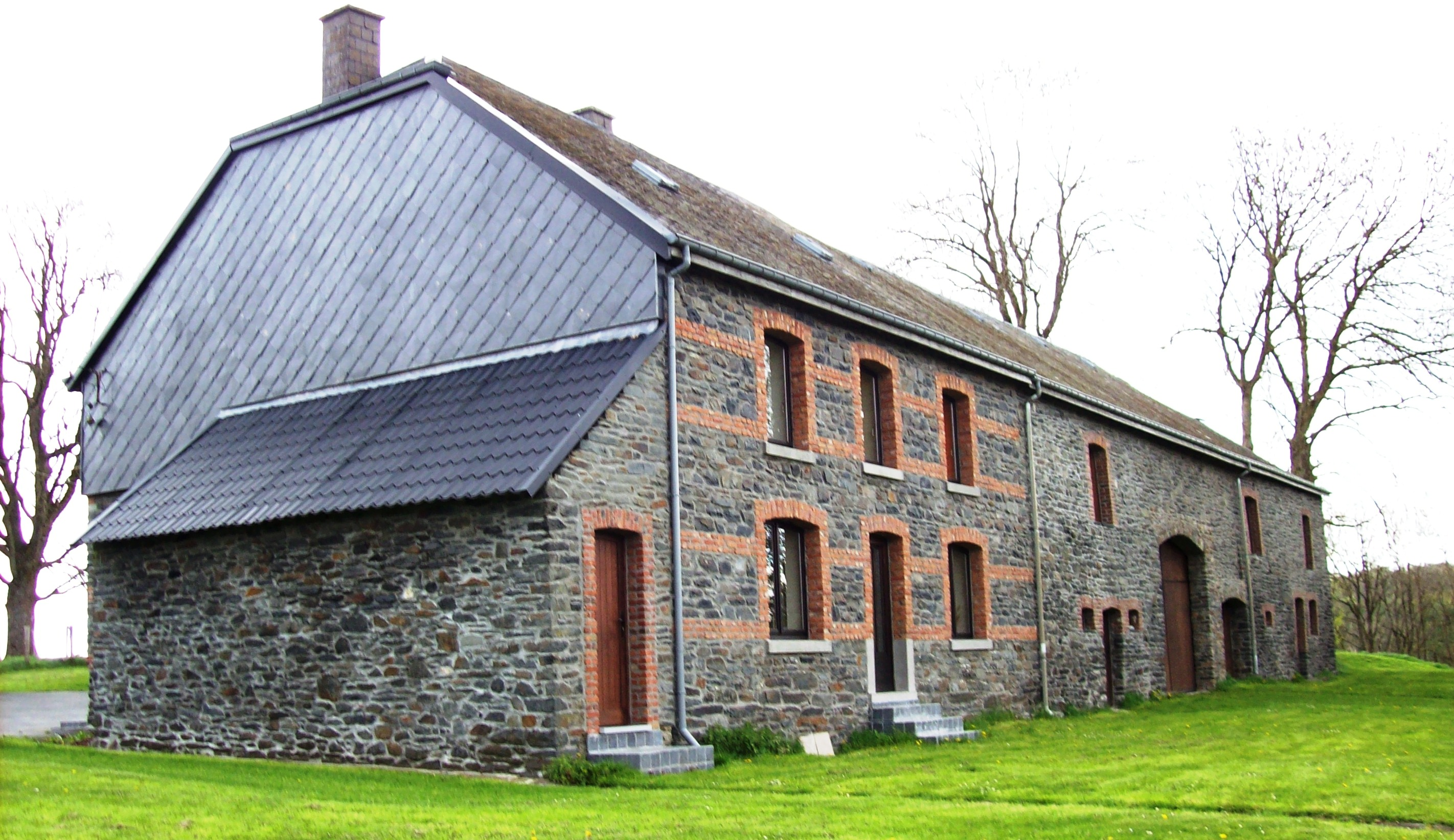
Anwesen gegenüber der Kirche

Nach einer Urkunde vom Juli 1469 bestand die Seigneurie Flamisoul aus fünf Häusern nebst Grundbesitz. Am 2. Mai 1519 erwarben Jacques Ballon und Jacques d’Esbeeck (Jacob von Hesbeck aus Hoffelt) die Grundherrschaft, sowie das dortige Posthaus. Hesbeck war anschließend bis zu seinem Tod im Jahre 1541 Posthalter in Flamisoul und seit 1533 zusätzlich Steuereinnehmer der Region Bastogne. Sein Nachfolger war Jean Ballon, der 1563 starb. 
Seit 1569/70 ist Flamisoul nicht nur als Pferdewechselstation am Niederländischen Postkurs, sondern auch als Briefannahme- und Ausgabestelle belegt. So gab beispielsweise ein luxemburgischer Bote zur Zeit des ersten Streiks der Posthalter in Flamisoul Briefe aus Trier in Richtung Brüssel ab. Daneben war die Poststation bereits im 16. Jahrhundert ein Knotenpunkt, von dem aus ein Postkurs durch Lothringen nach Arrentho (Arinthod oder Arenthon) in der Freigrafschaft Burgund abzweigte.
Trotz der Verlagerung des Niederländischen Postkurses im späten 17. Jahrhundert mit der Einbeziehung der Städte Luxemburg und Trier wurde die dörfliche Poststation Flamisoul nicht aufgegeben. Seit 1680/81 verlief die Route von Brüssel nach Flamisoul und von dort aus statt durch das nördliche Herzogtum Luxemburg über Malmaison und Attert nach Luxemburg/Stadt.
Nach Münzberg und Geubel bestand die Poststation Flamisoul bis 1814/15.

## Dorfkirche

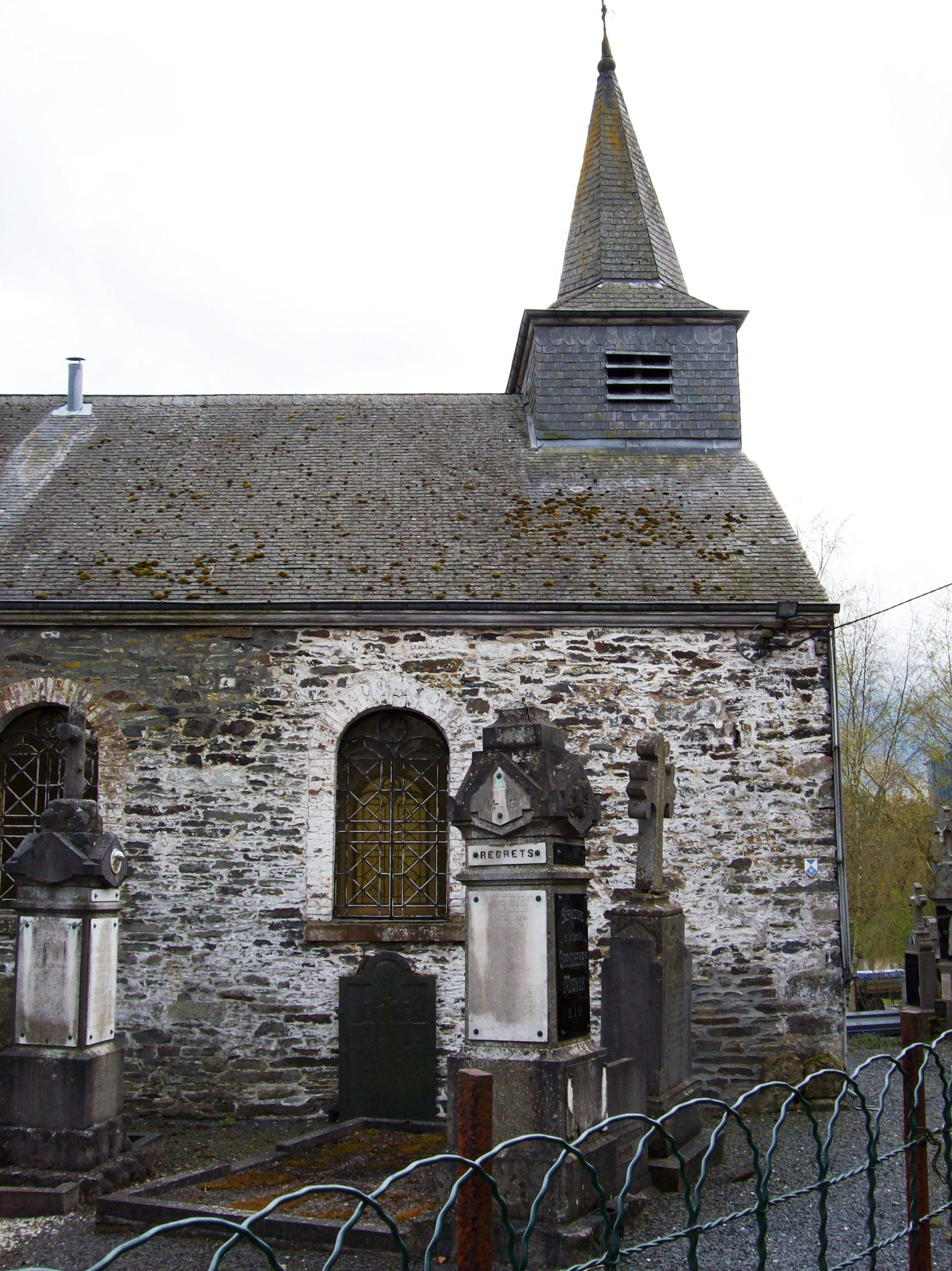
Chapelle St. Aldegonde mit Friedhof

Am südöstlichen Dorfrand in Richtung Bastogne liegt die Kapelle Sainte-Aldegonde, die von einem Friedhof mit Grabdenkmälern aus dem 19. Jahrhundert umgeben ist. Die der heiligen Aldegundis geweihte Kirche wurde um 1626 anstelle eines Vorgängerbaues errichtet. Sie hat einen rechteckigen Grundriss mit einem Chorraum, der durch drei abgestumpfte Ecken charakterisiert ist. Im Inneren befindet sich ein mehrfarbiger Altar aus dem 16./17. Jahrhundert mit einer vergoldeten Statue der Aldegundis. Im Chorraum und davor sind unter Grabplatten am Boden mehrere Mitglieder der Postmeisterdynastie bestattet, wobei die Grabplatte des Jacques d’Esbeek aus dem Jahre 1541 die älteste ist. Seit 1987 steht die Kirche mitsamt dem Friedhof und der Umfassungsmauer unter Denkmalschutz. In der Kapelle finden noch heute Gottesdienste statt.